# لينوود سليم
ريتشارد دينيس دوران (بالإنجليزية: Lynwood Slim) الشهير بلينوود سليم (من مواليد 19 أغسطس 1953 في لوس أنجلوس، كاليفورنيا) هو مغن وعازف هارمونيكا وعازف فلوت أمريكي.

## وصلات خارجية
- لينوود سليم على موقع ميوزك برينز (الإنجليزية)
- لينوود سليم على موقع ديسكوغز (الإنجليزية)
- الموقع الرسمي نسخة محفوظة 15 يوليو 2014 على موقع واي باك مشين.
- لينوود سليم في ماي سبيس